# Kianit
A kianit a szilikátok osztályába tartozó ásványfaj. Elnevezésének szinonimája: disztén (disz=kettős, sztenosz=erősség, görög).

## Kémiai és fizikai tulajdonságai
- Képlete: Al2SiO5 (csakúgy mint az andaluzité és a szillimanité)
- Szimmetriája: triklin (véglapos)
- Sűrűsége: 3,6 g/cm³
- Keménysége: kristálytani iránytól függően 4-7 (a Mohs-féle keménységi skála alapján)
- Hasadása: jó
- Színe: égkék (cián, melyből neve is származik), szürkésfehér, ritkán sárga, barna, rózsaszín
- Fénye: gyöngyház-üvegfényű

## Megjelenési formái, genetikája

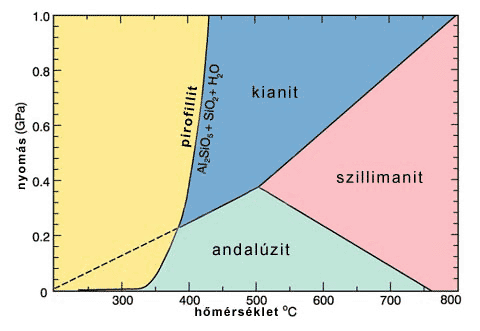
Az Al_{2}SiO_{5} polimorf módosulatok stabilitási tartománya a nyomás és hőmérséklet függvényében

Főként nyúlt, táblás termetű kristályok formájában fordul elő. A sztaurolit és a kianit szerkezete nagyon hasonló, ezért gyakori orientált összenövésük. Ellenálló ásvány, aminek következménye, hogy folyami és tengerparti üledékekben is gyakori elegyrész. Egyes torlatokban jelentős dúsulásai vannak.
A metamorf kőzetek elegyrésze, melyekben uralkodóan a nagy nyomású regionális metamorf kőzetekhez kapcsolódik. A trimorf Al2SiO5 vegyület közepes hőmérsékleten és nagy nyomáson stabil módosulata.

## Felhasználása
Drágakő minőségű, kék színű fajtáját ékkőnek csiszolják.

## Rokon ásványfajok
- andaluzit
- szillimanit
- sztaurolit
- topáz